# Sára (řeka)
Sára (německy Saar, francouzsky Sarre) je řeka v Německu (Sársko a Porýní-Falc) a ve Francii (Lotrinsko). Délka řeky je 246 km. Plocha jejího povodí měří 7400 km².
Původ jména: z starého indoevropského kořene +sar-, znamená proudit, téci.

## Průběh toku
Pramení ve Vogézách. Protéká Sárským uhelným revírem a hluboce se zařezává mezi západní výběžky masivu Hunsrüсk. Ústí zprava do Mosely (povodí Rýnu) nad Trierem.

## Vodní režim
Zdrojem vody jsou převážně dešťové srážky. Nejvyšších úrovní hladiny dosahuje v zimě a na jaře.

## Využití
Vodní doprava je možná do města Dillingen. Výše je řeka regulována zdymadly a je spojena Sárským kanálem s kanálem Marna-Rýn. na dolním toku. Na řece leží města Sarreguemines (Francie), Saarbrücken, Völklingen, Saarlouis, Merzig (Německo).